# Highland (Vanderburgh County, Indiana)
Highland is een plaats (census-designated place) in de Amerikaanse staat Indiana, en valt bestuurlijk gezien onder Vanderburgh County.

## Demografie
Bij de volkstelling in 2000 werd het aantal inwoners vastgesteld op 4107.

## Geografie
Volgens het United States Census Bureau beslaat de plaats een oppervlakte van
6,0 km², geheel bestaande uit land.

## Plaatsen in de nabije omgeving
De onderstaande figuur toont nabijgelegen plaatsen in een straal van 20 km rond Highland.